# Koprivnica
Koprivnica (niem. Kopreinitz, węg. Kapronca) – miasto w Chorwacji, stolica żupanii kopriwnicko-kriżewczyńskiej, siedziba władz jednostki administracyjnej Miasto Koprivnica. W 2011 roku liczyła 23 955 mieszkańców.
W mieście swą siedzibę ma przedsiębiorstwo spożywcze Podravka, produkujące przyprawę Vegeta. Ponadto w mieście rozwinął się przemysł chemiczny, włókienniczy, drzewny oraz skórzany.
Znajduje się tu prawosławna cerkiew Trójcy Świętej.

## Współpraca zagraniczna
- Brodnica